# Az ördögűző (film)
Az ördögűző (eredeti cím: The Exorcist) 1973-ban bemutatott amerikai horrorfilm William Friedkin rendezésében. A forgatókönyvet saját azonos című regényéből William Peter Blatty írta. A 15 millió dolláros költségvetésű horrorsztori összesen több mint 402 millió dollárt hozott a stúdiónak, és az év legsikeresebb filmjének számított.[forrás?]
A produkciót tíz Oscar-díjra jelölték, a legjobb film kategóriájában is a jelöltek között szerepelt. Hat Golden Globe-díjra, és egy BAFTA-díjra is jelölték.

## Cselekmény
Lankester Merrin, a veterán katolikus pap, aki az 1950-es években több ördögűzést hajtott végre, egy régészeti ásatáson vesz részt, Irakban. Egy különleges amulettet talál, mely emlékezteti őt egy ősi démonra, Pazuzura. Merrin megérzi, hogy hamarosan meg kell küzdenie vele.
Chris MacNeil színésznő, a 12 éves lányával Regan-nal, Georgetown-ban él. A kislány egy Ouija táblával szokott játszani, és elmondja anyjának, hogy valaki szokott válaszolni a kérdéseire. Nemsokára  furcsa dolgok kezdődnek a házban. Regan bizton állítja, hogy az ágya remegni szokott, és furcsa hangokat is hallani vél. Chris egy rendezvényt tart a házban, Regan pedig anyja egyik űrhajós barátjának elmondja, hogy odafent fog meghalni, ezután bevizel. Később Chris is tapasztalja, hogy lánya ágya valóban remeg, ezért több orvost is felkeres. Azonban, semmi rendellenességet nem találnak Regan-nál.
Egy este Chris-nek dolga akad, és megkéri a titkárnőjét Sharon-t hogy vigyázzon a lányára. Miután a nő visszatér, megtudja hogy Sharon-nak közbejött valami, és megkérte Burke Dennings-t – Chris főnökét, és jó barátját – hogy ügyeljen a lányra. Megtudják, hogy Burke meghalt, mert kiesett Regan szobájának ablakából. Mindenki azt feltételezi hogy baleset volt mert Dennings, nem vetette meg az alkoholt. Az ügyet William Kinderman hadnagy kapja meg, aki a kislányra gyanakszik, és felkeresi Chris-t. Továbbá Damien Karras atyával is konzultál, aki nemrég vesztette el az édesanyját.
Az orvosok azt gondolják, hogy a kislány rendellenességei, pszichológia eredetűek, és ördögűzést javasolnak, azzal az érvvel, hogy Regan abban a hitben van, hogy megszállta egy természetfeletti lény. Miután súlyosbodik az állapota, és már fizikailag és bántalmazta magát, és környezetét, anyja Karras atyához fordul. Miután személyesen is találkozik a lánnyal, és az azt kínzó lénnyel, meg van győződve arról, hogy egy démon kerítette hatalmába Regan-t. Tanácskozik az egyházzal, hogy végezzék el az ördögűzést, akik Merrin atyát és Karras-t rendelik ki a feladat végrehajtására.
Az ördögűzés közben mindketten tapasztalják, hogy a démon nagyon erős, Merrin pedig rájön hogy az entitás, Pazuzu. A makacs lény, különösen Karras-t kínozza, anyja képében. A férfi elgyengül, Merrin pedig kiküldi a szobából, és egyedül folytatja a szertartást. Később, Karras visszatérvén a szobába, felfedezi hogy társa szívrohamban meghalt. Megpróbálja újraéleszteni, és szembeszáll az elégedetten nevetgélő szellemmel. Az elhagyja Regan testét, és megszállja Karras-t, aki önfeláldozóan kiugrik az ablakból, mielőtt a démon kényszerítené, a lány megölésére. A haldokló papot, baratja Dyer atya, oldozza fel vétkei alól.
Néhány nappal később, Regan már ismét önmaga, és anyjával együtt készülnek elmenni Los Angeles-be. Nem emlékszik a történtekre, de miután meglátja a búcsúzkodó Dyer atyát, hálásan megcsókolja az arcát. Kinderman hadnagy lekési a MacNeil családot, de összebarátkozik Dyer-el.

## Szereplők
| Szerep                              | Színész          | Magyar hang                                          | Magyar hang                                |
| Szerep                              | Színész          | 1. szereposztás (Moziváltozat) (1992 és 1995 között) | 2. szereposztás (Rendezői változat) (2001) |
| ----------------------------------- | ---------------- | ---------------------------------------------------- | ------------------------------------------ |
| Damien Karras atya                  | Jason Miller     | Gáti Oszkár                                          | Szakácsi Sándor                            |
| Chris MacNeil                       | Ellen Burstyn    | Győry Franciska                                      | Kiss Mari                                  |
| Lankester Merrin atya               | Max von Sydow    | Szabó Ottó                                           | Tordy Géza                                 |
| William F. Kinderman nyomozóhadnagy | Lee J. Cobb      | Perlaki István                                       | Kristóf Tibor                              |
| Sharon Spencer                      | Kitty Winn       | Hámori Eszter                                        | Pikali Gerda                               |
| Burke Dennings                      | Jack MacGowran   | Petrik József                                        | Pálfai Péter                               |
| Regan Teresa MacNeil                | Linda Blair      | Vadász Bea                                           | Csuha Bori                                 |
| Dyer atya                           | William O’Malley | Végvári Tamás                                        | Szervét Tibor                              |

## Díjak és jelölések
- Oscar-díj (1974)
  - díj: legjobb hangeffektusok
  - díj: legjobb adaptált forgatókönyv: William Peter Blatty
  - jelölés: legjobb film: William Friedkin
  - jelölés: legjobb rendező: William Friedkin
  - jelölés: legjobb operatőr: Owen Roizman
  - jelölés: legjobb férfi főszereplő: Jason Miller
  - jelölés: legjobb női mellékszereplő: Linda Blair
  - jelölés: legjobb női alakítás: Ellen Burstyn
  - jelölés: legjobb látványtervezés: Bill Malley
  - jelölés: legjobb vágás: Evan. A. Lottman, Norman Gay, Bud. S. Smith
- Golden Globe-díj (1974)
  - díj: legjobb film: William Friedkin
  - díj: legjobb rendező: William Friedkin
  - díj: legjobb női mellékszereplő: Linda Blair
  - díj: legjobb forgatókönyv: William Peter Blatty
  - jelölés: legjobb színésznő (Drámai kategória): Ellen Burstyn
  - jelölés: legjobb színész (Drámai kategória): Max Von Sydow
  - jelölés: legígéretesebb új női szereplő: Linda Blair
- BAFTA-díj (1974)
  - jelölés: legjobb filmzene jelölés